# کی لیگ
لیگ فوتبال حرفه‌ای کره (کی لیگ) تنها لیگ کاملاً حرفه‌ای فوتبال کره جنوبی است. این مسابقات در بالای سیستم لیگ فوتبال کره جنوبی، بالاترین سطح و معتبرترین رقابت فوتبال در حال حاضر توسط ۱۲ باشگاه انجام می‌شود.و تیم چونبوک هیوندای موتورز با ۹ قهرمانی رکورددار قهرمانی در کی لیگ است.

## باشگاه های فصل ۲۰۲۴
| تیم                                 | سرمربی                   | حامی اصلی                             | سازنده کیت     | سایر حامیان مالی                         |
| ----------------------------------- | ------------------------ | ------------------------------------- | -------------- | ---------------------------------------- |
| باشگاه فوتبال دئگو                  | کره جنوبی چوی وون کوون   | Daegu دولت                            | گل استودیو     | DGB Daegu Bank AJIN Industrial Co., Ltd. |
| باشگاه فوتبال دائجئون هانا سیتی‌زن   | کره جنوبی لی مین-سونگ    | گروه مالی حنا                         | پوما           |                                          |
| باشگاه فوتبال گانکون                | کره جنوبی یون جونگ هوان  | گانگوون حکومت استانی                  | فیلا           | High1 Resort                             |
| باشگاه فوتبال گیمچئون سانگمو        | کره جنوبی چونگ جونگ-یونگ | نیروهای مسلح جمهوری کره Gimcheon دولت | Kelme          | NH Nonghyup                              |
| باشگاه فوتبال گوانگجو               | کره جنوبی لی جونگ هیو    | Gwangju دولت                          | Kelme          | بانک گوانگجو                             |
| باشگاه فوتبال اینچئون یونایتد       | کره جنوبی جو سونگ هوان   | اینچئون دولت                          | ماکرون         | بانک شینهان فرودگاه بین‌المللی اینچئون    |
| باشگاه فوتبال ججو یونایتد           | کره جنوبی کیم هاک بوم    | SK Energy                             | فیلا           |                                          |
| باشگاه فوتبال چونبوک هیوندای موتورز | کره جنوبی کیم دو هیون    | شرکت موتور هیوندای                    | آدیداس         |                                          |
| پوهانگ استیلرز                      | کره جنوبی پارک تائه ها   | پوسکو                                 | پوما           | پوهانگ دولت                              |
| باشگاه فوتبال سئول                  | کره جنوبی کیم گی-دونگ    | GS Group                              | مشخصات حرفه ای |                                          |
| باشگاه فوتبال سوون                  | کره جنوبی کیم یون جونگ   | Suwon دولت                            | Hummel         | Sunin Motors بانک صنعتی کره              |
| باشگاه فوتبال اولسان اچ‌دی           | کره جنوبی کیم پان-کن     | گروه هیوندای HD                       | آدیداس         |                                          |

## جدول قهرمانی‌ها و نایب قهرمانی‌ها
| باشگاه                | قهرمانی | نایب قهرمانی | فصل قهرمانی                                           | فصل نایب قهرمانی                                      |
| --------------------- | ------- | ------------ | ----------------------------------------------------- | ----------------------------------------------------- |
| چونبوک هیوندای موتورز | ۹       | ۳            | ۲۰۰۹، ۲۰۱۱، ۲۰۱۴, ۲۰۱۵, ۲۰۱۷, ۲۰۱۸, ۲۰۱۹, ۲۰۲۰ ، ۲۰۲۱ | ۲۰۱۲، ۲۰۱۶ ، ۲۰۲۲                                     |
| سئونگنام              | ۷       | ۳            | ۱۹۹۳، ۱۹۹۴، ۱۹۹۵، ۲۰۰۱، ۲۰۰۲، ۲۰۰۳، ۲۰۰۶              | ۱۹۹۲، ۲۰۰۷، ۲۰۰۹                                      |
| اف‌سی سئول             | ۶       | ۵            | ۱۹۸۵، ۱۹۹۰، ۲۰۰۰، ۲۰۱۰، ۲۰۱۲، ۲۰۱۶                    | ۱۹۸۶، ۱۹۸۹، ۱۹۹۳، ۲۰۰۱، ۲۰۰۸                          |
| اولسان هیوندای        | ۵       | ۹            | ۱۹۹۶، ۲۰۰۵ ، ۲۰۲۲ ، ۲۰۲۳ ، ۲۰۲۴                       | ۱۹۸۸، ۱۹۹۱، ۱۹۹۸، ۲۰۰۲، ۲۰۰۳، ۲۰۱۳، ۲۰۱۹، ۲۰۲۰ ، ۲۰۲۱ |
| پوهانگ استیلرز        | ۵       | ۵            | ۱۹۸۶، ۱۹۸۸، ۱۹۹۲، ۲۰۰۷، ۲۰۱۳                          | ۱۹۸۵، ۱۹۸۷، ۱۹۹۵، ۲۰۰۴، ۲۰۲۳                          |
| سوون سامسونگ          | ۴       | ۴            | ۱۹۹۸، ۱۹۹۹، ۲۰۰۴، ۲۰۰۸                                | ۱۹۹۶، ۲۰۰۶، ۲۰۱۴، ۲۰۱۵                                |
| بوسان ای‌پارک          | ۴       | ۳            | ۱۹۸۴، ۱۹۸۷، ۱۹۹۱، ۱۹۹۷                                | ۱۹۸۳، ۱۹۹۰، ۱۹۹۹                                      |
| ججو یونایتد           | ۱       | ۵            | ۱۹۸۹                                                  | ۱۹۸۴، ۱۹۹۴، ۲۰۰۰، ۲۰۱۰، ۲۰۱۷                          |
| اف‌سی هالالجوا         | ۱       | ۰            | ۱۹۸۳                                                  |                                                       |
| چونام دراگونز         | ۰       | ۱            |                                                       | ۱۹۹۷                                                  |
| اینچئون یونایتد       | ۰       | ۱            |                                                       | ۲۰۰۵                                                  |